# اللغة البنغالية
اللغة البَنْغَالِيَّة (بالبنغالية: বাংলা) هي لغة هندية آرية موجودة في جنوب آسيا، وهي اللغة الرسمية لبنغلاديش وهي اللغة الأكثر انتشاراً في بنغلاديش وثاني أكثر لغة انتشاراً من اللغات الاثنين وعشرين الرسميين في الهند بعد اللغة الهندية. اللغة الرسمية والقومية بحكم الأمر الواقع لبنغلاديش هي اللغة البنغالية الحديثة والتي تعمل كلغة تواصل مشترك للأمة حيث أن 98% من الشعب البنغالي يتحدث اللغة البنغالية بطلاقة كلغتهم الأم.
داخل الهند اللغة البنغالية هي اللغة الرسمية لبنغال الغربية وترايبورا ووادي باراك في ولاية آسام كما أنها اللغة الأكثر انتشاراً في جزر أندمان ونيكوبار في خليج البنغال كما يتحدثها بعض الأقليات في ولايات أخرى مثل بهار وجهارخاند وميزورام وميغالايا وأوديشا.
بوجود حوالي 189 مليون متحدث أصلي وحوالي 208 مليون متحدث حول العالم فاللغة البنغالية تعتبر سابع أكثر اللغات انتشارا في العالم بالنسبة إلى عدد السكان. ساهمت القواميس من بداية القرن العشرين في أكثر من نصف مفردات اللغة البنغالية للكلمات المحلية (الكلمات السنسكريتية المعدلة طبيعيا والأشكال غير الصحيحة للكلمات السنسكريتية والكلمات المستعارة من اللغات الهندو أوروبية) وحوالي 30% من الكلمات السنسكريتية المعدلة والبقية كلمات أجنبية مستعارة. من أهم المصادر للمجموعة الأخيرة هي اللغة الفارسية والتي كانت أيضا مصدرا لبعض الأشكال النحوية في اللغة البنغالية. تشير بعض الدراسات الحديثة إلى أن استخدام الكلمات المحلية والأجنبية يتزايد بسبب ميل متحدثي البنغالية إلى الأسلوب العامي.
تطور الأدب البنغالي بتاريخه الممتد لألف سنة وتراثه الشعبي بشكل كبير منذ البعث البنغالي وهو أحد أبرز التقاليد الأدبية وأكثرها تنوعا في آسيا. كلا من النشيد الوطني لبنغلاديش (بنغلاديش الذهبية) والنشيد الوطني للهند (جانا غانا مانا) تم تلحينهم باللغة البنغالية بواسطة روبندرونات طاغور كما يُعتقد أن النشيد كُتب في الأصل باللغة البنغالية ثم تُرجم إلى اللغة السنهالية.
في عام 1952 نجحت حركة اللغة البنغالية في جعل اللغة البنغالية لغة رسمية في دومينيون باكستان. في عام 1999 اعتبر اليونسكو يوم 21 فبراير كيوم اللغة الأم العالمي كاعتراف بالحركة اللغوية في باكستان الشرقية (بنغلاديش حاليا). اللغة هي عنصر مهم من الهوية البنغالية وترتبط ارتباطا وثيقا بالتنوع الثقافي في المنطقة.

## التاريخ

### اللغات القديمة لبنغال

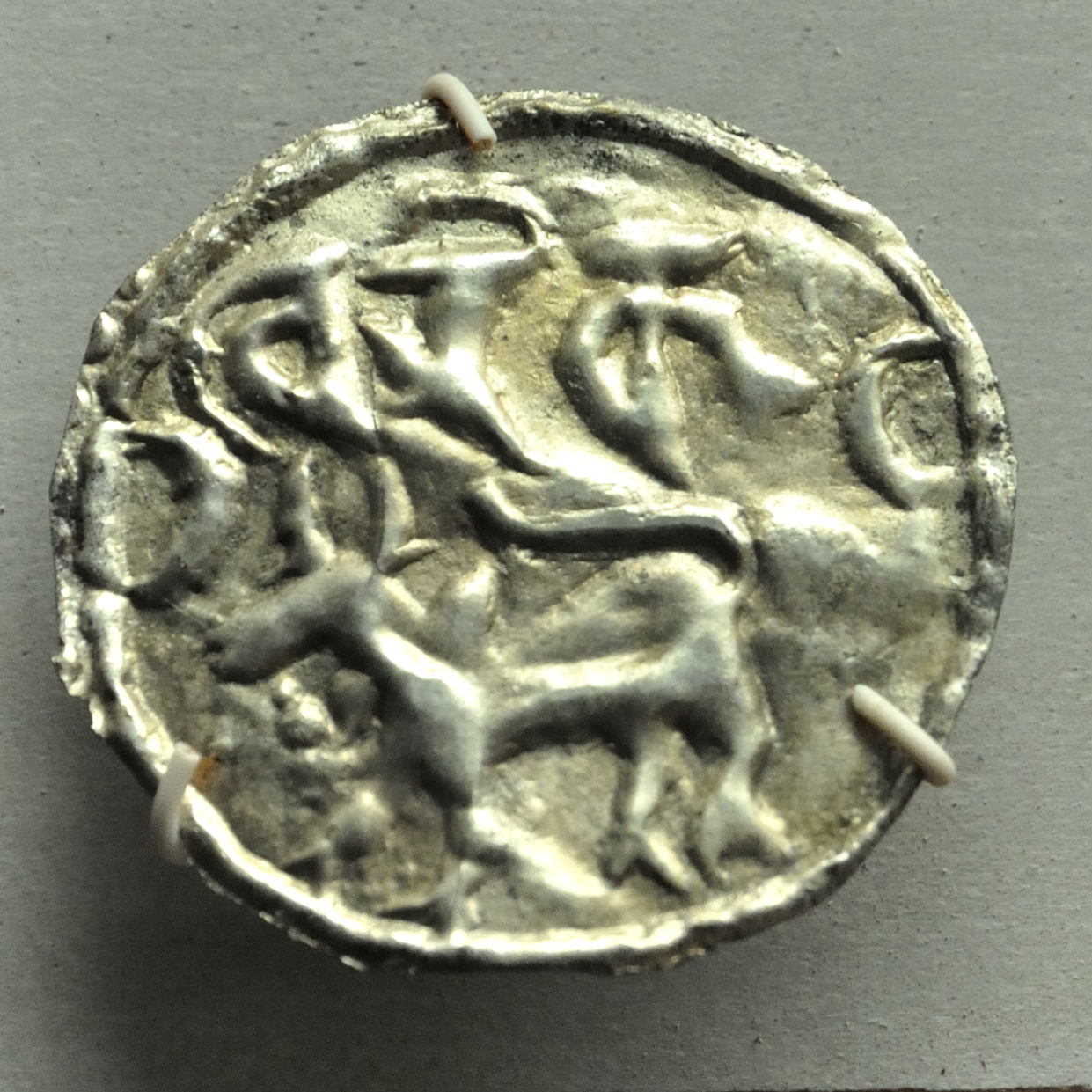
عملة فضية عليها نقوش بنغالية قديمة من مملكة هاريكيلا في الفترة من القرن التاسع إلى القرن الثالث عشر

كانت اللغة السنسكريتية منتشرة في بنغاليا منذ الألفية الأولى قبل الميلاد في أثناء حكم إمبراطورية جوبتا حيث كانت بنغاليا مركزا للأدب السنسكريتي. انتشرت بعد ذلك اللهجات الهندية الآرية الوسطى في الألفية الأولى حين كانت المنطقة جزء من مملكة ماجادها وأطلق على هذه اللهجات اسم براكريت ماجادها ثم تطوروا لاحقا إلى أردها ماجادهي. أفسحت لغة أردها ماجادهي إلى ما يطلق عليهم لغات أبابهرامسا في نهاية الألفية الأولى.

### ظهور البنغالية
مثل باقي اللغات الهندية الآرية الشرقية ظهرت البنغالية في حدود 1000- 1200 ميلاديا من السنسكريتية وبراكيت ماجادها. تطورت لغات أبابهرامسا المحلية في شرق شبه القارة الهندية إلى لهجات محلية والتي بدورها كونت ثلاثة أنواع هي اللغات البنغالية الآسامية ولغة الأوريا واللغات البهارية. يقول البعض أن نقطة ظهور اللغة البنغالية ترجع إلى قبل ذلك حوالي عام 500 ميلاديا لكن اللغة لم تكن ثابتة حيث تواجد العديد من التفرعات في نفس الوقت بل إن الكتّاب كتبوا بأكثر من لهجة في هذه الفترة. اللغة البنغالية الباليّة هي أول لغات إمبراطورية بالا وسلالة سينا.

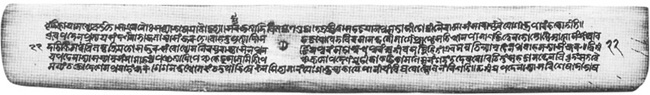
لفائف من مجموعة نصوص تشاريابادا (চর্যাপদ) العائدة للقرن السابع ميلادي وهي أقدم نص معروف للغتين البنغالية والآسامية

### البنغالية الوسطى
في أثناء العصور الوسطى تميزت البنغالية الوسطة بإسقاط نهاية الكلمة অ ô وانتشار الأفعال المركبة والتأثير من اللغتين العربية والفارسية. كانت البنغالية اللغة الرسمية للمحاكم في سلطنة بنغاليا. رفع الحكام المسلمون من التطور الأدبي في بنغاليا. وأصبحت البنغالية أكثر اللغات المحلية انتشارا في السلطنة. شهدت هذه الفترة استعارة بعض المصطلحات الفارسية العربية في المفردات البنغالية. تشمل النصوص من البنغالية الوسطى (1400-1800) «شريكريشنا كيرتانا» وهو أهم أعمال الشاعر تشانديداس.

### البنغالية الحديثة
تطور الشكل الأدبي الحديث للبنغالية أثناء القرن التاسع عشر وبداية القرن العشرين بناء على اللهجات المنطوقة في منطقة نادية وهي لهجة تقع في وسط غرب بنغاليا. اتسم البنغاليون بالازدواجية اللغوية حيث كان الشكل الأدبي القياسي مختلفا كليا عن اللغة العامية للمناطق التي تتحدث اللغة. تحتوي المفردات البنغالية الحديثة على مفردات أصلها من لغة براكريت ماجادهي وبالي بالإضافة إلى استعارة المفردات من السنسكريتية والعربية والفارسية ولغات أخرى كانت على احتكاك بها.
أثناء هذه الفترة:

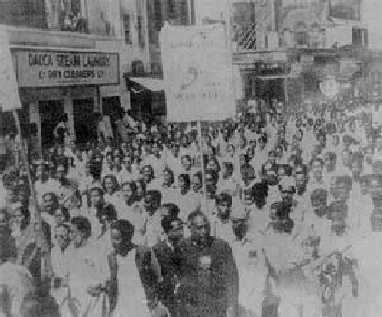
مسيرة شعبية خلال حركة اللغة البنغالية في دكا يوم 21 فبراير عام 1952

- أحد أشكال البنغالية চলিতভাষা (تشوليتوبهاشا) والذي يستخدم تصريفات مبسطة وتغييرات أخرى كان ينبثق من
- সাধুভাষা (سادهوبهاشا) وهو الشكل الأصلي للبنغالية والذي كان يستخدم في الكتابة.[31]

في عام 1948 حاولت حكومة باكستان فرض اللغة الأردية كاللغة الرسمية الوحيدة في باكستان مما أشعل فتيل الحركة البنغالية. كانت حركة اللغة البنغالية حركة عرقية لغوية مشهورة في شرق بنغاليا السابقة (بنغلاديش اليوم) والتي كانت نتيجة للوعي اللغوي القوي للبنغاليين لحماية الهوية البنغالية المنطوقة والمكتوبة كلغة رسمية لدومينيون باكستان. في 21 فبراير 1952 قُتل خمسة طلاب وناشطون سياسيون أثناء المظاهرات قرب الحرم الجامعي لجامعة دكا. في 1956 اعتُمدت اللغة البنغالية كلغة رسمية لباكستان. منذ ذلك الوقت وهذا اليوم يعتبر يوم حركة اللغة في بنغلاديش والذي اعتبره اليونسكو يوم اللغة الأم العالمي في 17 نوفمبر 1999 مما يجعل اللغة البنغالية اللغة الوحيدة في العالم المعروفة بحركتها اللغوية وبأشخاص ضحوا بحياتهم من أجل لغتهم الأم.

## التوزيع الجغرافي

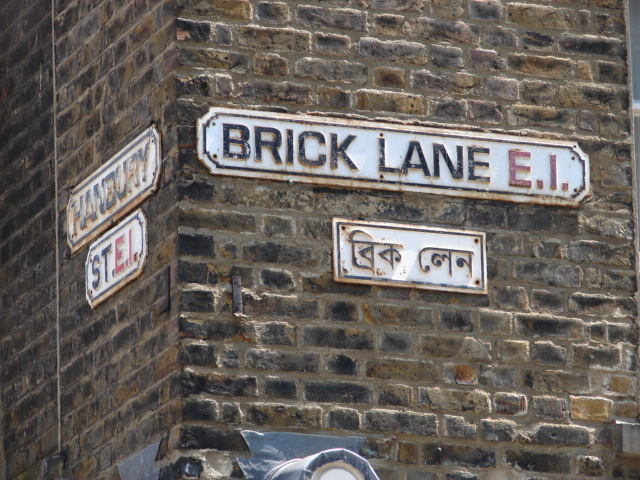
لوحة بنغالية في بريك لين بلندن

اللغة البنغالية هي لغة أصلية لمنطقة البنغال والتي تشكل ولاية بنغال الغربية الهندية وحاليا دولة بنغلاديش.
بجانب المنطقة الأصلية فاللغة منطوقة أيضا بواسطة البنغاليين في ترايبورا وجنوب آسام والسكان البنغاليين في منطقة الاتحاد الهندي في جزر أندمان ونيكوبار. البنغالية منطوقة أيضا في ولايات أوديشا وبيهار وجهارخاند بالإضافة إلى بعض الأقليات من متحدثي البنغالية في المدن الهندية مثل دلهي ومومباي وفاراناسي وفريندافان. هناك أيضا بعض الأقليات البنغالية في الشرق الأوسط والولايات المتحدة وسنغافورة وماليزيا وأستراليا وكندا والمملكة المتحدة وإيطاليا.

## التنوعات الأدبية والمنطوقة
تتميز اللغة البنغالية بالازدواجية اللغوية على الرغم من أن بعض الباحثين اقترحوا الثلاثية اللغوية أو التعدد اللغوي بين اللغة المكتوبة واللغة المنطوقة. ظهر نوعان من أنماط الكتابة البنغالية والذين يحتويان على مفردات مختلفة وهما:
1. شادهو بهاشا (সাধুভাষা «اللغة العمودية»): كانت اللغة المكتوبة بتصريفات أفعال أطول ومفردات من اللغة البالية والسنسكريتية. الأغاني مثل النشيد الوطني الهندي جانا غانا مانا تم تلحينها بلغة شادهو بهاشا. إلا أن استخدام شادهو بهاشا في الكتابة الحديثة غير شائع ومحدود فقط على الإشارات الرسمية والوثائق في بنغلاديش بالإضافة إلى بعض التأثيرات الأدبية المعينة.
2. تشوليتو بهاشا (চলিতভাষা «اللغة الجارية») والمعروفة بين علماء اللغة باسم البنغالية العامية الرسمية وهي نمط كتابي من اللغة البنغالية والذي يتصف بأفعال أقصر ومصطلحات عامية وهو الشكل الرسمي للكتابة حاليا. انتشر هذا الشكل في نهاية القرن التاسع عشر عن طريق كتابات بيري تشاند ميترا (ألالر غارير دولال 1857)،[40] وبراماثا تشادهوري (سابوجباترا 1914) وفي الأعمال اللاحقة لروبندرونات طاغور.[41]

حتى في اللغة العامية الرسمية تختلف المفردات باختلاف ديانة المتحدث: فالهنود مثلا يميلون إلى استخدام الكلمات المشتقة من السنسكريتية بينما يميل المسلمون إلى استخدام الكلمات ذات الأصل الفارسي أو العربي على الترتيب. على سبيل المثال:
| الاستخدام الهندوسي الشائع | استخدام المسلمين الشائع  | الترجمة |
| ------------------------- | ------------------------ | ------- |
| নমস্কার نمسكار              | আসসালামু আলাইকুম السلام عليكم | مرحبا   |
| নিমন্ত্রণ نيمونتران          | দাওয়াত دعوات               | دعوة    |
| জল جل                     | পানি باني                  | ماء     |
| স্নান سْنان                  | গোসল غسال                 | استحمام |
| দিদি ديدي                   | আপু أبو                   | أخت     |
| দাদা دادا                   | ভাই بهائي                 | أخ      |
| মাসী ماسي                   | খালা خالا                  | خالة    |
| কাকা كاكا                   | চাচা تشاتشا                | عم      |
| প্রার্থনা برارتهونا           | দো'আ دعا / دعاء           | دعاء    |
| প্রদীপ بْراديب               | বাতি باتي                  | نور     |

## الصوتيات
يتكون نظام الفونيم الصوتي للبنغالية من 29 حرف ساكن و7 حروف متحركة بالإضافة إلى 7 أصوات أنفية.
|            | أمامي          | مركزي | خلفي      |
| ---------- | -------------- | ----- | --------- |
| مغلق       | ই~ঈ ‎i‏ i        |       | উ~ঊ ‎u‏ u   |
| متوسط مغلق | এ ‎e‏ e          |       | ও ‎ʊ~o‏ u/o |
| شبه مفتوح  | এ্যা/অ্যা ‎æ‏ or ‎ɛ‏ ê |       | অ ‎ɔ‏ ô     |
| مفتوح      |                | আ ‎a‏ a |           |

|            | أمامي     | مركزي | خلفي    |
| ---------- | --------- | ----- | ------- |
| مغلق       | ইঁ~ঈঁ ‎ĩ‏ ‎ĩ‏   |       | উঁ~ঊঁ ‎ũ‏ ‎ũ‏ |
| متوسط مغلق | এঁ ‎ẽ‏ ‎ẽ‏     |       | ওঁ ‎õ‏ ‎õ‏   |
| شبه مفتوح  | এ্যাঁ / অ্যাঁ ‎æ̃‏ |       | অঁ ‎ɔ̃‏     |
| مفتوح      |           | আঁ ‎ã‏   |         |

|          |          | شفوي        | لثوي/ أسناني    | ارتدادي               | حلقي لثوي             | طبقي        | حنجري   |
| -------- | -------- | ----------- | --------------- | --------------------- | --------------------- | ----------- | ------- |
| أنفي     | أنفي     | ম ‎mɔ‏ mô     | ঞ ~ ণ ~ ন ‎nɔ‏ nô | ঞ ~ ণ ~ ন ‎nɔ‏ nô       |                       | ঙ ~ ং ‎ŋɔ‏ ngô |         |
| انفجاري  | همس      | প ‎pɔ‏ pô     | ত ‎t̪ɔ‏ tô         | ট ‎ʈɔ‏ ṭô               | চ ‎tʃɔ~tsɔ‏ cô/sô       | ক ‎kɔ‏ kô     |         |
| انفجاري  | زفر      | ফ ‎pʰɔ~ɸɔ‏ fô | থ ‎t̪ʰɔ‏ thô       | ঠ ‎ʈʰɔ‏ ṭhô             | ছ ‎tʃʰɔ~tssɔ‏ chô/ssô   | খ ‎kʰɔ‏ khô   |         |
| انفجاري  | جهر      | ব ‎bɔ‏ bô     | দ ‎d̪ɔ‏ dô         | ড ‎ɖɔ‏ ḍô               | জ ~ য ‎dʒɔ~dzɔ‏ jô ~ zô | গ ‎ɡɔ‏ gô     |         |
| انفجاري  | زفر      | ভ ‎bʱɔ~βɔ‏ vô | ধ ‎d̪ʱɔ‏ dhô       | ঢ ‎ɖʱɔ‏ ḍhô             | ঝ ‎dʒʱɔ‏ jhô            | ঘ ‎ɡʱɔ‏ ghô   |         |
| احتكاكي  | احتكاكي  |             | শ ~ স ‎sɔ‏ şô     |                       | শ ~ ষ ~ স ‎ʃɔ‏ shô      |             | হ ‎hɔ‏ hô |
| شبه صامت | شبه صامت |             | ওয়া ‎wa‏ wa        | ল ‎lɔ‏ lô               | য় ‎jɔ‏ yô               |             |         |
| اهتزازي  | اهتزازي  |             | র ‎rɔ‏ rô         | ড় ~ ঢ় ‎ɽɔ~ɽʱɔ‏ rô / rhô |                       |             |         |

تحتوي اللغة البنغالية على عدد كبير من المصوتات المزدوجة وخليط من الحروف المتحركة التي تحدث في نفس المقطع. اثنان منهم هما /oi̯/ و /ou̯/ وهما الوحيدان الموجودين في النصوص وهما ঐ و ঔ على التوالي. العدد الكلي للمصوتات المزدوجة غير محدد تماما ولكنها في حدود 17 إلى 31.

## نظام الكتابة

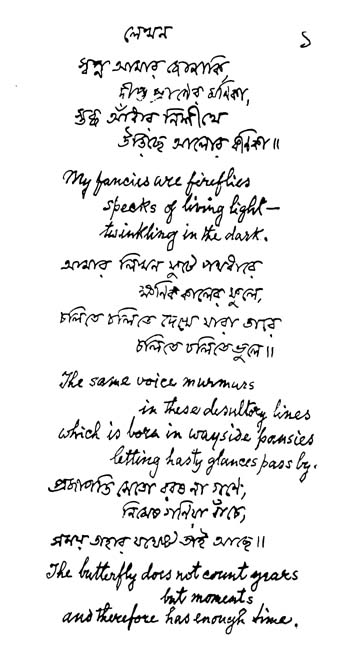
مثال لقصيدة بنغالية مكتوبة باليد بنظام الحروف المتصلة

نظام كتابة اللغة البنغالية هو أبوغيدا، ويحتوي على حروف ساكنة وحروف متحركة. تُستخدم الأبجدية البنغالية في جميع أنحاء بنغلاديش وشرق الهند (آسام وبنغال الغربية وترايبورا). يُعتقد أن الأبجدية البنغالية تطورت من الكتابة البراهيمية حوالي عام 1000 ميلاديا (القرن العاشر أو القرن الحادي عشر). على الرغم من أن أغلب بنغلاديش مسلمون إلا أنها استخدمت الأبجدية البنغالية بدلا من العربية مثل كتابة شاه مكهي في باكستان.
تستخدم الأبجدية البنغالية نظام الحروف المتصلة بأحد عشر غرافيم أو علامات تدل على تسعة حروف متحركة أو لتدل على مصوتين مزدوجين وتسعة وثلاثين غرافيم تدل على الحروف الساكنة. لا تحتوي الكتابة البنغالية على تفرقة بين الحروف الكبيرة والحروف الصغيرة. نظام الكتابة من اليسار إلى اليمين كما تُستخدم الفواصل بين الكلمات. تحتوي الكتابة البنغالية على خط أفقي مميز يسير فوق الغرافيمات ليربطها معا ويسمى মাত্রা ماترا.

### الاستخدام
تُعرف الكتابة المستخدمة في البنغالية والآسامية ولغات أخرى باسم الكتابة البنغالية الآسامية أو كتابة شرق ناجاري. الكتابة معروفة بالأبجدية البنغالية في بنغال ولهجاتها والأبجدية الآسامية في اللغة الآسامية وبعض التنوعات الصغيرة الأخرى. تستخدم بعض اللغات الأخرى في المناطق المجاورة الأبجدية البنغالية مثل لغة ميتي الموجودة في ولاية مانيبور الهندية حيث تُكتب الكتابة الميتية بالأبجدية البنغالية منذ قرون.

### الرومنة
ظهرت عدة طرق لرومنة نظام الكتابة البنغالية في السنوات السابقة ولكنها فشلت في تمثيل النظام الصوتي للغة البنغالية. كثيرا ما أدمجت الكتابة البنغالية مع مجموعة من كتابات اللغة البراهيمية في محاولة للرومنة إلا أن النظام الصوتي الفعلي للغة البنغالية لم يتم تمثيله بنجاح أبدا.

## القواعد
لا تحدد اللغة البنغالية الجنس اللغوي مما يؤدي إلى القليل من التصريف للصفات، إلا أن الأسماء والضمائر يتم تصريفها بدرجة متوسطة في نظام مكون من أربعة حالات إعرابية بينما يتم تصريف الأفعال بشكل كبير لكن الأفعال لا تتغير بناء على جنس الأسماء.

### ترتيب الجملة
تتبع اللغة البنغالية نظام فاعل-مفعول-فعل على الرغم من وجود بعض الاختلافات الشائعة. تستخدم البنغالية حروف الجر المتقدمة على عكس اللغة الإنجليزية وباقي اللغات الأوروبية. تتبع المحددات الأسماء بينما تسبق المحددات العددية والصفات وضمائر الملكية الأسماء.
لا يتطلب السؤال بهل أي تغيير في ترتيب الجملة الطبيعي، بدلا من ذلك يتم تغيير النغمة المنخفضة للمقطع الأخير بنغمة ساقطة. يمكن أيضا استخدام الحروف النحوية الاختيارية مثل কি كي أو না نا للتعبير عن السؤال بهل.

### الأسماء
تتأثر الأسماء والضمائر بالحالة الإعرابية والتي تشمل أربعة حالات وهي الفاعل والمفعول والمجرور والمكاني. يعتمد نمط التغير في الاسم على درجة حياة الفاعل. عند إضافة أداة معرفة مثل টা تا (للمفرد) أو গুলো جولو (للجمع) تتأثر الأسماء بناء على العدد. في معظم كتب قواعد اللغة البنغالية تنقسم الحالات الإعرابية إلى 6 تقسيمات وحالة ملكية إضافية، إلا أنه في الاستخدام لا يوجد غير أربعة حالات إعرابية فقط.

### الأفعال
هناك نوعان من الأفعال: فعل مسند وفعل غير مسند. الأفعال الغير مسندة لا تتأثر تصريفيا بالزمن أو الفاعل، بينما تتأثر الأفعال المسندة بشكل كامل تصريفيا بالفاعل (أول أو ثاني أو ثالث) والزمن (ماضي أو حاضر أو مستقبل) والنوع (بسيط أو مستمر أو تام) والاحترام (رسمي أو غير رسمي) ولكن لا تتأثر بالعدد. تختلف اللغة البنغالية عن اللغات الهندية الآرية في أنها صفرية العماد حيث أن العماد أو فعل الكون يكون غير موجود في زمن الحاضر. لذا فإن جملة «هو مدرس» هي সে শিক্ষক سي شيكوك (حرفيا «هو مدرس») لتختلف في ذلك عن اللغة الإنجليزية واللغات اللاتينية ولكن تتشابه مع اللغة العربية والروسية والهنغارية على سبيل المثال. تتشابه قواعد اللغة الرومانية مع قواعد البنغالية أيضا.

## المفردات

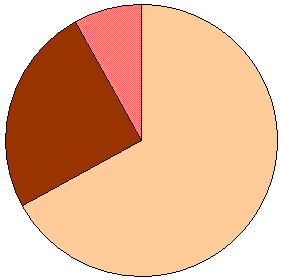
مصادر المفردات البنغالية الحديثة
67% كلمات أصلية
25% سنسكريتية
8% استعارة من لغات أجنبية

تحتوي البنغالية على حوالي 100 ألف كلمة منفصلة منهم حوالي 70 ألف كلمة من اللغة السنسكريتية والبقية كلمات مستعارة من لغات أسترو آسيوية أو لغات أجنبية أخرى. إلا أن هذه الأرقام لا تأخذ في الحسبان النسبة الكبيرة للكلمات القديمة أو الكلمات التقنية والتي لا تستخدم سوى نادرا. بالإضافة إلى ذلك فإن اللهجات المختلفة قد تستخدم مفردات فارسية وعربية أكثر خاصة في المناطق في بنغلاديش والتي يوجد بها أغلبية مسلمين في بنغاليا الغربية بينما يستخدم الهنود مفردات سنسكريتية أكثر من المسلمين بينما نجد أن البنغالية الرسيمة مبنية على لهجة منطقة نادية حيث يوجد أغلبية هندية في بنغاليا الغربية حيث ستحدثها حوالي 90% من البنغاليين في بنغلاديش (حوالي 148 مليون) و27% من البنغاليين في بنغال الغربية و 10% في آسام (حوالي 36 مليون) هم مسلمون ويتحدثون بمفردات من الفارسية والعربية أكثر بدلاً من تأثير اللغة السنسكريتية في لهجة منطقة نادية.
بسبب قرون من الاحتكاك مع الأوروبيين والشعوب التركية والفرس امتصت اللغة البنغالية العديد من الكلمات المستعارة من اللغات الأجنبية والتي غالبا ما يتم تعديلها لتناسب نظام مفردات اللغة البنغالية. أكبر الاستعارات من اللغات الأجنبية يأتي من ثلاثة أنواع مختلفة من الاحتكاك. بعد احتكاك كبير بالعديد من الشعوب الأسترو آسيوية، ولاحقاً غزو سلطنة مغول الهند والذين كانوا يتحدثون اللغة الفارسية لتمتص اللغة البنغالية العديد من الكلمات من اللغات الجغتائية والعربية والفارسية في نظام مفرداتها.
لاحقا جلب المسافرون من شرق آسيا ولاحقا الاستعمار الأوروبي كلمات من اللغة البرتغالية والفرنسية والهولندية والأهم من اللغة الإنجليزية في فترة الاستعمار .

## عينة نص
النص التالي هو الفقرة الأولى من الإعلان العالمي لحقوق الإنسان:
بالبنغالية بالأبجدية البنغالية
ধারা ১: সমস্ত মানুষ স্বাধীনভাবে সমান মর্যাদা এবং অধিকার নিয়ে জন্মগ্রহণ করে। তাঁদের বিবেক এবং বুদ্ধি আছে; সুতরাং সকলেরই একে অপরের প্রতি ভ্রাতৃত্বসুলভ মনোভাব নিয়ে আচরণ করা উচিত।
بالبنغالية بأحد طرق الرومنة
Dhara êk: Sômôstô manush shadhinbhabe sôman môrjada ebông ôdhikar niye jônmôgrôhôn kôre. Tãder bibek ebông buddhi achhe; sutôrang sôkôleri êke ôpôrer prôti bhratrittôsulôbh mônobhab niye achôrôn kôra uchit.
بالبنغالية بالنظام الصوتي العالمي
‎d̪ʱara æk | ʃɔmɔst̪ɔ manuʃ ʃad̪ʱinbʱabe ʃɔman mɔrdʒad̪a ebɔŋ ɔd̪ʱikar nie̯e dʒɔnmɔɡrɔhɔn kɔre | t̪ãd̪er bibek ebɔŋ budd̪ʱ:i atʃʰe | sut̪ɔraŋ sɔkɔleri æke ɔpɔrer prɔt̪i bʱrat̪rit̪:ɔsulɔbʱ mɔnobʱab nie̯e atʃɔrɔn kɔra utʃit̪‏
الترجمة بالعربية
المادة الأولى: يولد جميع الناس أحراراً ومتساوين في الكرامة والحقوق. وهم قد وهبوا العقل والوجدان وعليهم أن يعاملوا بعضهم بعضاً بروح الإخاء.